# Liste von Kriegsgräberstätten in Baden-Württemberg
Die Liste von Kriegsgräberstätten in Baden-Württemberg benennt Kriegsgräberstätten in Baden-Württemberg, Bundesrepublik Deutschland, ohne Anspruch auf Vollständigkeit.

## Liste
| Bezeichnung                                       | Ortschaft                                 | Beschreibung | Foto |
| ------------------------------------------------- | ----------------------------------------- | --- | ---- |
| KZ-Friedhof Birnau                                | Nordöstlich der Wallfahrtskirche Birnau   | KZ-Friedhof für 97 KZ-Häftlinge unterschiedlicher Nation aus dem KZ Aufkirch bei Überlingen |      |
| Kriegsgräberstätte Badenweiler                    | Südlich von Badenweiler                   | Kriegsgräberstätte für 326 Kriegstote aus dem Ersten Weltkrieg und dem Zweiten Weltkrieg |      |
| Heidelberger Ehrenfriedhof                        | Oberhalb des Heidelberger Bergfriedhofs   | 1935 angelegt, 520 Tote aus dem Ersten Weltkrieg wurden hierher umgebettet |      |
| Deutsche Kriegsgräberstätte Meersburg-Lerchenberg | Am Höhenweg zwischen Meersburg und Hagnau | Kriegsgräberstätte für 69 deutsche Soldaten des Ersten Weltkriegs, die während des Austauschs von schwerverwundeten deutschen Kriegsgefangenen gegen schwerverwundete französische und englische Kriegsgefangene über die neutrale Schweiz an ihren Verletzungen verstarben                                                                                       |      |
| Soldatenfriedhof Obermarchtal                     | Obermarchtal, Alb-Donau-Kreis             | Friedhof der Fremden und Soldatenfriedhof ab Ende des 18. Jahrhunderts, des Ersten Weltkriegs und des Zweiten Weltkriegs. Ruhestätte französischer Soldaten. |      |
| Alter Friedhof Ludwigsburg                        | Ludwigsburg                               | In der Friedhofskapelle wird den Opfern des Zweiten Weltkriegs gedacht, in unmittelbarer Nähe befindet sich außerdem das Kriegerehrenmal 1914/18. Weitere Tafeln und Gedenksteine erinnern an die Teilnehmer beider Nationen des Krieges 1870/71, an die Opfer von Gewaltherrschaft sowie an die Toten der in Ludwigsburg aufgestellten 260. Infanterie-Division. |      |